# Walther von Seydlitz-Kurzbach
Walther von Seydlitz-Kurzbach (n. 22 august 1888, Hamburg, Imperiul German – d. 28 aprilie 1976, Bremen, Germania) a fost un ofițer de carieră german, activ în armata imperială a Germaniei, în Reichswehr-ul Republicii de la Weimar și în armata Germaniei hitleriste, Wehrmacht.

## Biografie
S-a născut la Hamburg într-o reputată familie de militari prusaci. Seydlitz-Kurzbach s-a înrolat în armata imperială germană în 1908 și a  luptat în Primul Război Mondial pe fronturile de est și vest. Între 1919-1939 a urmat cariera de ofițer, iar la începutul celui de-al Doilea Război Mondial avea gradul de general-maior. După ce a îndeplinit diferite misiuni militare, a fost numit subaltern al generalului Friedrich Paulus. În februarie 1943 a fost făcut prizonier de Armata Roșie, după capitularea la Stalingrad a ceea ce rămăsese din grupul de armate germane aflate sub comanda generalului Paulus. 
În prizonierat, Seydlitz-Kurzbach s-a opus politicii lui Adolf Hitler, fiind primul ofițer german care a contribuit la emisiunile antinaziste radiodifuzate în germană de la Moscova. 
În septembrie 1943, autoritățile sovietice l-au numit pe Seydlitz-Kurzbach președinte al organizației Federația Ofițerilor Germani. Ca reacție, Adolf Hitler a dat ordin ca Seydlitz-Kurzbach să fie condamnat la moarte în contumacie, iar familia sa a fost pedepsită cu detenție într-un lagăr de exterminare. 
După cel de-al Doilea Război Mondial, Seydlitz-Kurzbach a căzut în dizgrația autorităților sovietice și a fost deținut ca prizonier de război, după ce un tribunal sovietic l-a condamnat la 25 de ani de închisoare pentru săvârșirea unor crime de război. Seydlitz-Kurzbach a fost eliberat în 1955 și a decedat la Bremen, în Republica Federală Germania, în 1976.